# 華嚴號列車
華嚴（日语： Kegon */?）號列車是由東武鐵道（東武）營運，主要行走於淺草站至東武日光站之間的特別急行列車，途經伊勢崎線和日光線。
本條目中，將會同時記載從東武日光線下今市站直通至東武鬼怒川線方向，主要行走於淺草站至鬼怒川溫泉站之間的特急列車「鬼怒」，以及東武日光線、鬼怒川線的優等列車演變。另外，使用300型、350型電動列車行走特急列車（相當於在2006年3月18日時間表修正前的急行列車）及「都市公園Liner」，由於這些列車在車輛與費用上與「華嚴」有著較大差異，因此不會記載在本條目中（參見霧降和都市公園Liner）。

## 概要
「華嚴」和「鬼怒」號列車的歷史悠久。包含在免費特急時代，在1929年（昭和4年）東武日光線全線開通時已經開始運行。在當初只使用一般車輛，後來在一般車輛中連結展望車廂「ToKu500形客車」與設置特別座位。在1935年（昭和10年），新製造的特急用車輛DeHa10系電動列車投入服務。
後來在戰時期間一度暫停服務。在戰後不久，已經重開特急「華嚴」和「鬼怒」號列車，當時使用部分同盟軍專用列車MoHa5310形、KuHa350形行走。後來，東武鉄道的花形特急5700系、「DRC」投入服務，這些車輛使用浪漫座位，因此車輛被稱為「浪漫車」。截至2017年，這些列車班次使用了於1990年服役的「SPACIA 」和於2017年服役的「Revaty」。而「Revaty」部分班次以「Revaty會津」的名義，途經野岩鐵道會津鬼怒川線和會津鐵道會津線，直通運輸至會津田島站。
在過去於東京至日光之間，東武鐵道經營的「華嚴」和「鬼怒」一直與日本國有鐵道東北本線、日光線的列車進行激烈的競爭（被稱為「日光戰爭」），尤其在戰後日本戰後經濟奇蹟期間更為激烈。詳情參見本修目的「東武日光線優等列車演變」與《日光號列車》條目中的「國鐵、JR東日本日光線優等列車演變」。

## 運行概況
截至2017年，這些列車會使用100系「SPACIA」和500系「Revaty」行走。當某班次使用500系行走時，該班次的名稱會冠上「Revaty」。當某班次使用100系行走時，該班次的名稱不會冠上「SPACIA」。但是為了方便，在一些資訊中會以「SPACIA華嚴」和「SPACIA鬼怒」稱呼這些列車。

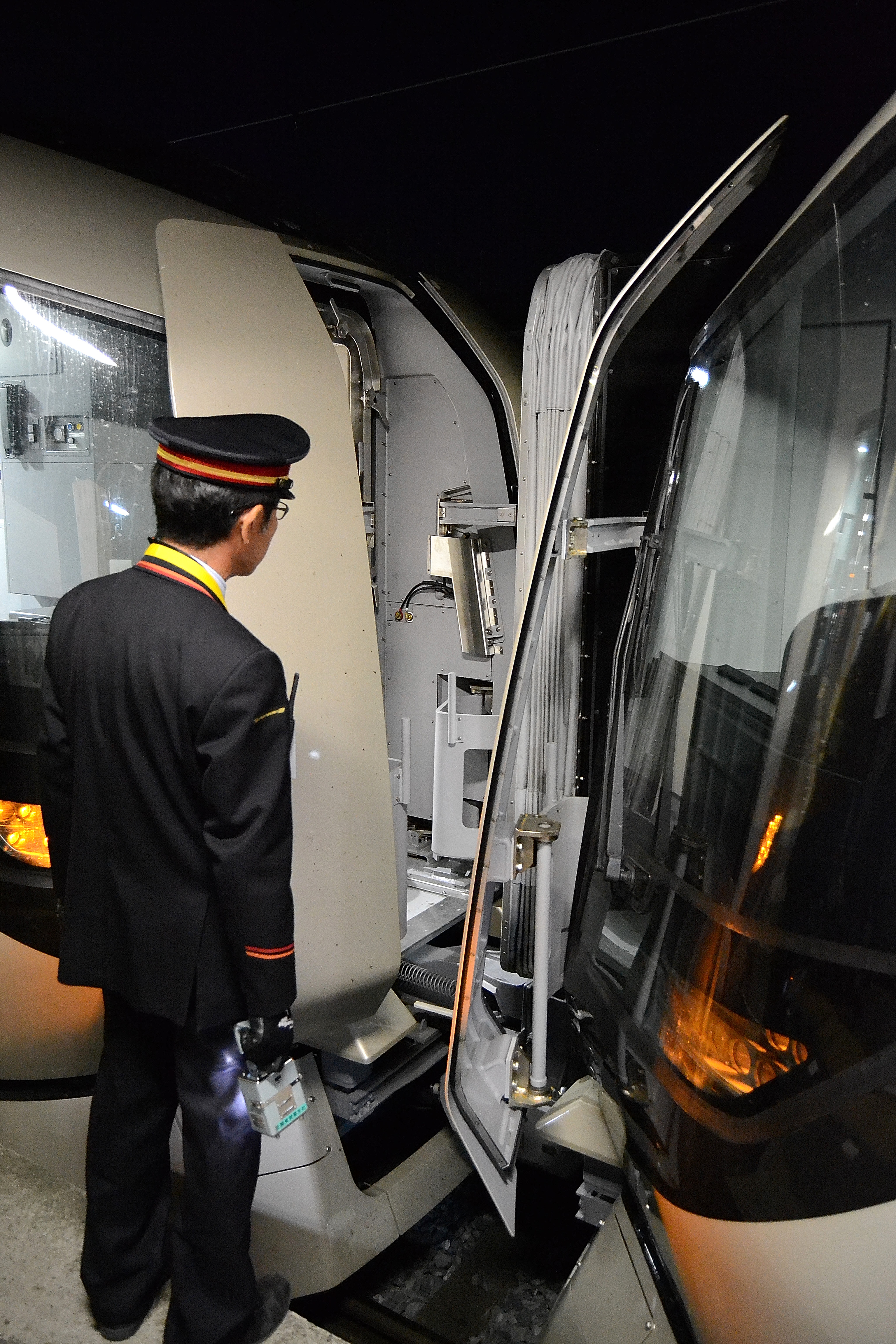
在下今市站結併的「Revaty華嚴」和「Revaty會津」

班次數目方面，截至2022年3月，包含所有班次（包括「華嚴」、「Revaty華嚴」、「鬼怒」、「Revaty鬼怒」和「Revaty會津」）在內，平日設有上行21班、下行22班，星期六及假日設有上行25班、下行26班。大部分「Revaty會津」在淺草站至下今市站之間會與「Revaty華嚴」結併運輸，並於下今市站進行分離與結併車輛作業。曾經，下行「Revaty華嚴47號」在淺草站至東武動物公園站之間會與「Revaty兩毛43號」結併運輸，並於東武動物公園站進行分離與結併車輛作業。該情況在2021年取消，改為單獨運行。
「華嚴」和「Revaty華嚴」基本上行走於淺草站至東武日光站之間。在早上和晚上設有區間列車班次，只行走於淺草站至新栃木站之間。另外，大部分「鬼怒」和「Revaty鬼怒」班次會行走於淺草站至鬼怒川溫泉站之間，而早上會設有上行1班列車從新藤原站出發前往淺草站。
「華嚴」和「鬼怒」的班次編號會共用，這是由於在歷史上，兩個列車會共用車輛。在2021年3月13日時間表修正起，「Revaty華嚴」、「Revaty鬼怒」、「Revaty會津」和「晴空塔Liner（從春日部站出發）」的班次編號也會共用（當中，「鬼怒」、「Revaty鬼怒」、「Revaty會津」的班次編號是1xx，於新栃木站到發的「Revaty華嚴」之班次編號是2xx，「華嚴」和「Revaty華嚴」的班次編號是1-99）。另外，在列車編號方面，短距離特急「晴空塔Liner」與「都市公園Liner（從淺草站出發）」也會此系列的特急使用同一組編號。因此在此系統的特急中設有欠缺的列車編號。

### 停車站
- 停車站…●：所有列車均停靠，■：部分列車停靠，▲：部分上行列車停靠，▼：部分下行列車停靠，｜：所有列車通過，空白或||：不途經該站
- 路線…※：鬼怒川線是下今市站至新藤原站之間

| 鐵路公司 | 路線名稱      | 車站名稱           | 華嚴 | Revaty華嚴 | 鬼怒 | Revaty鬼怒 | Revaty會津 | 備註                                                                       |
| -------- | ------------- | ------------------ | ---- | ---------- | ---- | ---------- | ---------- | -------------------------------------------------------------------------- |
| 東武鐵道 | 伊勢崎線      | 淺草站             | ●    | ●          | ●    | ●          | ●          |                                                                            |
| 東武鐵道 | 伊勢崎線      | 東京晴空塔站       | ●    | ●          | ●    | ●          | ●          |                                                                            |
| 東武鐵道 | 伊勢崎線      | 曳舟站             | ■    | ■          | ｜   | ■          | ｜         | ■：只有早上10時前到達淺草站的班次，以及淺草站於下午5時59分起出發的班次停靠 |
| 東武鐵道 | 伊勢崎線      | 北千住站           | ●    | ●          | ●    | ●          | ●          |                                                                            |
| 東武鐵道 | 伊勢崎線      | 春日部站           | ●    | ●          | ●    | ●          | ●          |                                                                            |
| 東武鐵道 | 日光線        | 杉戶高野台站       | ▼    | ▼          | ｜   | ▼          | ｜         | ▼：淺草站於下午5時59分起出發的班次停靠                                     |
| 東武鐵道 | 日光線        | 板倉東洋大前站     | ▲    | ▼          | ｜   | ｜         | ▼          | ▼：只有下行1班（結併列車）停靠，▲：只有上行1班停靠                         |
| 東武鐵道 | 日光線        | 栃木站             | ●    | ●          | ●    | ●          | ●          |                                                                            |
| 東武鐵道 | 日光線        | 新栃木站           | ｜   | ○          | ｜   | ｜         | ｜         | ○：只有上行1班列車（從此站出發）和下行1班列車（此站為終點站）停靠          |
| 東武鐵道 | 日光線        | 新鹿沼站           | ●    | ●          | ●    | ●          | ●          |                                                                            |
| 東武鐵道 | 日光線        | 下今市站           | ●    | ●          | ●    | ●          | ●          |                                                                            |
| 東武鐵道 | 日光線        | 東武日光站         | ●    | ●          | \|\| | \|\|       | \|\|       |                                                                            |
| 東武鐵道 | 鬼怒川線（※） | 新高德站           |      |            | ▲    | ｜         | ●          | ▲：只有上行1班停靠                                                         |
| 東武鐵道 | 鬼怒川線（※） | 東武世界廣場站     |      |            | ●    | ●          | ●          |                                                                            |
| 東武鐵道 | 鬼怒川線（※） | 鬼怒川溫泉站       |      |            | ●    | ●          | ●          |                                                                            |
| 東武鐵道 | 鬼怒川線（※） | 鬼怒川公園站       |      |            |      | ▲          | ●          | ▲：只有上行1班停靠                                                         |
| 東武鐵道 | 鬼怒川線（※） | 新藤原站           |      |            |      | ▲          | ●          | ▲：只有上行1班（從此站出發）停靠                                           |
| 野岩鐵道 | 會津鬼怒川線  | 新藤原站           |      |            |      | ▲          | ●          | ▲：只有上行1班（從此站出發）停靠                                           |
| 野岩鐵道 | 會津鬼怒川線  | 龍王峽站           |      |            |      |            | ●          |                                                                            |
| 野岩鐵道 | 會津鬼怒川線  | 川治溫泉站         |      |            |      |            | ●          |                                                                            |
| 野岩鐵道 | 會津鬼怒川線  | 川治湯元站         |      |            |      |            | ●          |                                                                            |
| 野岩鐵道 | 會津鬼怒川線  | 湯西川溫泉站       |      |            |      |            | ●          |                                                                            |
| 野岩鐵道 | 會津鬼怒川線  | 中三依溫泉站       |      |            |      |            | ●          |                                                                            |
| 野岩鐵道 | 會津鬼怒川線  | 上三依鹽原溫泉口站 |      |            |      |            | ●          |                                                                            |
| 野岩鐵道 | 會津鬼怒川線  | 會津高原尾瀨口站   |      |            |      |            | ●          |                                                                            |
| 會津鉄道 | 會津線        | 會津高原尾瀨口站   |      |            |      |            | ●          |                                                                            |
| 會津鉄道 | 會津線        | 會津田島站         |      |            |      |            | ●          |                                                                            |

1. ↑  Revaty華嚴1號和Revaty會津101號的結併列車
2. ↑  華嚴42號

### 使用車輛與編成
「華嚴」、「鬼怒」會使用100系「SPACIA」行走，「Revaty」各列車會使用500系「Revaty」行走。上述提及，在500系結併列車的情況下，「Revaty鬼怒」、「Revaty會津」會位於行車方向的前方，而「Revaty華嚴」會位於行車方向的後方。「SPACIA」5號車廂1號座位是輪椅人士的優先席。
在500系「Revaty」服役前，當發生車輛故障等情況，或會使用300系代行。

### 關於運輸日
在2017年（平成29年）4月21日時間表修正起，此系列的特急一般上會分為平日和星期六與假日兩個時間表。
在此以前，一般會設有每日行走的定期班次，另外會像國鐵/JR的季節列車或預定臨時列車一樣，會提前通知未來將會開辦哪些不定期班次。在當中的實際情況下，於繁忙時期會稱為A期間，淡季時期會稱為B期間。部分列車只會在A期間行走。有關於兩個期間的時段如下：
- A期間：4月21日 - 5月31日、7月20日 - 8月31日、9月21日 - 11月23日、年尾年初
- B期間：上述日期以外。
  - 在1996年（平成8年）前，7月20日為B期間，在不同年度會有機會改為前後一至兩日。

### 接駁列車

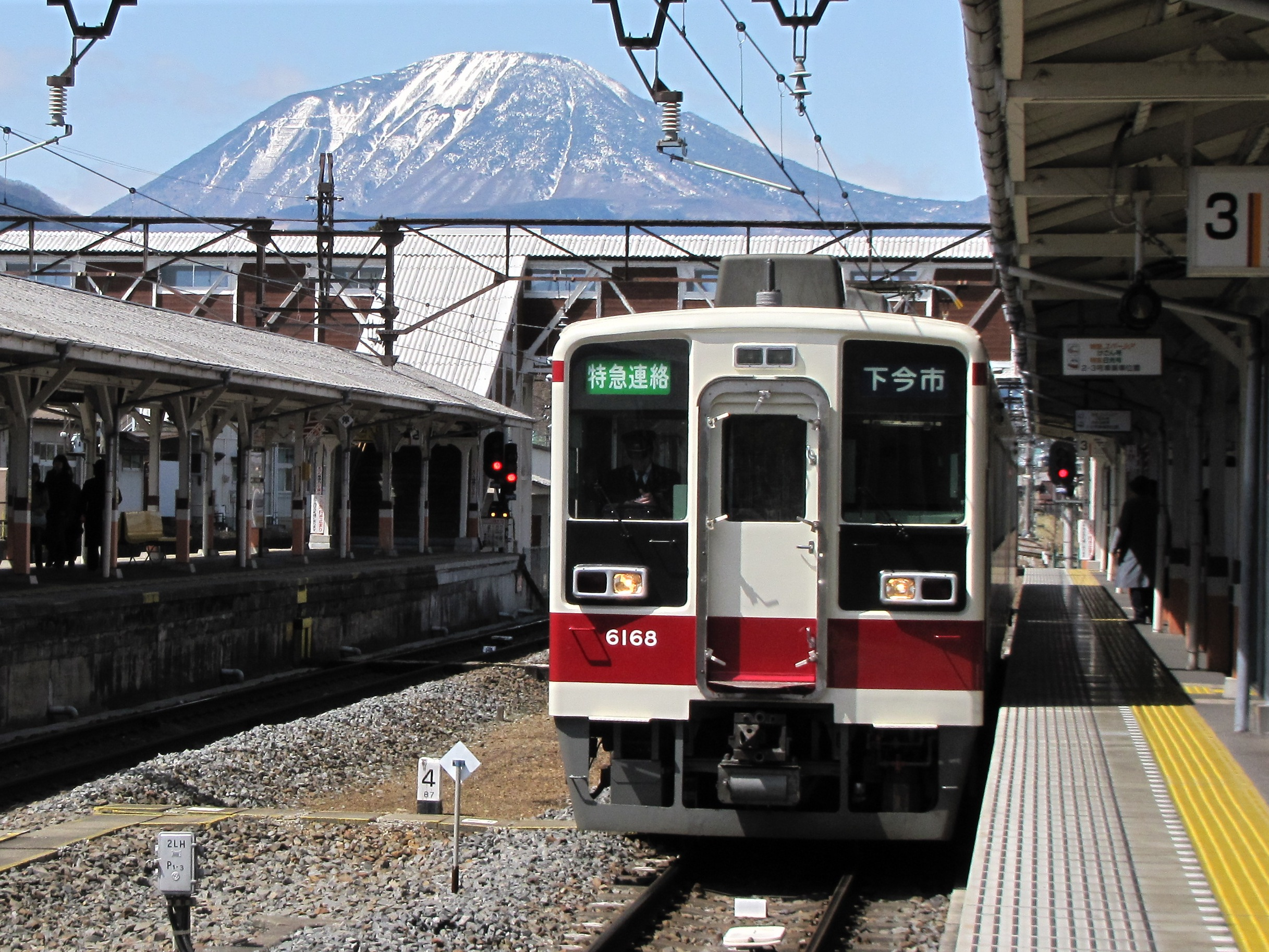
「特急連絡」列車會從東武日光出發前往下今市，停靠在下今市站3號月台後可接駁「鬼怒114號」列車

#### 於下今市站轉乘的接駁列車
日光線與鬼怒川線的轉乘站是下今市站，來自淺草的特急列車可從此站可繼續前往東武日光，或轉入鬼怒川線前往鬼怒川溫泉方向。而「華嚴」號列車到達下今市時，會設有接駁列車前往鬼怒川線方向，「鬼怒」號列車到達下今市時，會設有接駁列車前往東武日光站，反之亦然。而這些接駁列車主要是在下今市站到發，並且多數為普通列車，只有部分是快速「AIZU山特快」或「SL大樹」。
曾經於平日與星期六與假日均設有早上2班「特急連絡」列車，使用100系電動列車行走，從東武日光出發前往下今市，當中通過唯一中途站上今市站。該列車到達終點站後，可轉乘來自鬼怒川線的特急「鬼怒」前往淺草。在2022年3月12日時間表修正中，該列車被取消，變為普通列車。在時間表上會以「（特急車輛接續）」表示，以代表該接駁列車是使用特急車輛行走，而該列車是不需另外支付特急費用。
曾經於下今市站到發的接駁列車中，這些列車的類別為「特急連絡」、「急行連絡」。而於鬼怒川線方向到發的特急與急行（那些急行列車現時已升級為特急）列車在下今市轉乘的接駁列車方面，幾乎全部都通過上今市站。另外，於東武日光到發的特急列車在下今市轉乘的接駁列車方面，部分會在鬼怒川線內只停靠特急停車站。在2006年3月18日時間表修正起，除了接駁列車是使用特急車輛外，其餘車輛的班次均為各站停車。在2009年6月6日時間表修正中，各站停車的接駁列車之列車類別均變為「普通」。
在快速、區間快速運行的年代，部分特急列車可轉乘這些列車作接駁用途。但是在現時的時間表中，已經沒有快速或區間快速列車，也沒有急行、區間急行作為接駁列車。

#### 野岩鐵道、會津鐵道接駁列車
在1986年（昭和61年）10月9日，於野岩鐵道會津鬼怒川線開業後，東武特急列車到達鬼怒川溫泉站後，可於短時間內轉乘野岩鐵道列車。方便了東武伊勢崎線、東武日光線、東武鬼怒川線的乘客轉乘野岩鐵道會津鬼怒川線列車，途經會津鐵道會津線、JR只見線，前往福島縣會津若松站沿途各站。
在1990年（平成2年）10月12日，會津線會津高原站（現時：會津高原尾瀨口站）至會津田島站之間電氣化。當日起開設了行走於淺草至會津田島之間直通列車快速急行「男鹿」→急行「南會津」。在2002年起，於會津田島站可轉乘會津線快速「AIZU山特快」。
在2005年（平成17年）2月28日，急行「南會津」廢除後，快速「AIZU山特快」與「AIZU尾瀨特快」開始駛入東武鬼怒川線，並且更改時間表，使這些列車可於鬼怒川溫泉站轉乘特急「鬼怒」。
另外在2006年（平成18年）3月16日時間表修正中，新設了JR直通特急「（SPACIA）鬼怒川」後，毎日2個往返班次的「AIZU山特快」中，1個往返班次可於鬼怒川溫泉站轉乘「（SPACIA）鬼怒川」。
後來，主要在平日開設了臨時特急「晴空塔列車南會津號」，該列車使用東武634型電動列車行走。隨後在2017年（平成29年）4月21日時間表修正中，隨著500系投入服務，開設了「Revaty會津」號列車，該列車與「Revaty華嚴」結併行走。

## 特急費用
「華嚴」和「鬼怒」的特急費用在2003年（平成15年）3月19日起減價，分為「平日費用」與「星期六及假日費用」2種。另外，在該日起至2021年（令和3年）9月30日前，在某些乘車日與列車，會設有「午後割」和「夜割」的優惠制度。在翌日10月1日至2022年（令和4年）2月28日之間，作為過渡措施，於網上購買特急車票或使用TOBU POINT應用程式中提前購買指定列車，便可享受「午後割」和「夜割」的優惠制度。另外在JR直通特急方面，當初全年都使用平日費用，不像其他JR特急一樣，設有繁忙時期與淡季的費用。另外，「華嚴」與「鬼怒」號列車中的包廂中最多可容納4名成人或6名小童，使用包廂時，除了支付本身的特急費用外，還需要支付包廂的費用（以1間室計算，不是以每人計算）。
下列為「午後割」和「夜割」的指定列車、時間與乘車站，優惠後的費用相當於從前急行費用（使用300型、350型的特急班次）的費用。
- 午後割：淺草站於平日中午12時時段至下午4時時段，或星期六及假日下午2時時段至4時時段出發的「SPACIA」
- 夜割：從日光、鬼怒川於平日下午5時起，或星期六及假日下午6時起出發的「SPACIA」

關於「Revaty」系列，不論任何乘車日，均採用相當於星期六及假日的費用體系。在鬼怒川溫泉至新藤原至會津田島之間乘坐「Revaty」系列乘車時，不需要特急票也可乘車，但是不會指定座位。如果需要指定座位，便需要購買該區間的特急票。在2022年3月11日前，於下今市至東武日光、鬼怒川溫泉之間也設有相關安排。
此外還有一個特例，不論任何特急列車，只限上行列車從東京晴空塔站前往淺草站之間，乘客可以在沒有特急票下乘坐特急列車。

## 東武日光線優等列車演變
同時可參見東武日光線舊急行·快速急行列車演變。

### 戰前：日光線開業與新設特急
- 1929年（昭和4年）10月10日 - 日光線全線開通，只限週末開設「特急」班次[10]。
  - 行走區間為淺草站（第一代，即是現在的東京晴空搭站）至東武日光站之間，中途停靠杉戶（現時：東武動物公園）、新古河（第一代）和下今市。由於該列車在提供快捷的服務下沒有發售特急票，因此該列車相當於隨後東武開設的「快速」（現時已廢除）列車，而特急列車沒有專用車輛。
  - 另外，列車的行走距離達到135公里，在當時就算是擁有最先進鐵路系統的關西地區中，也只有大阪電氣軌道、參宮急行電鐵（即現時的近畿日本鐵道）設有這個長距離的電動列車班次。
- 1930年（昭和5年） - 開設「急行」列車，該列車會與伊勢崎線直通列車結併行走，並於杉戶站分離與連結車廂。另外，特急開始使用展望車「ToKu500形（日语：東武トク500形客車）」。
  - 在實際運行上，「急行」更相似後年的「快速」（現時已廢除）。只外，特急所連結的展望車「ToKu500形」相當於省線二等車廂（日语：二等車）中的特別座位，該車廂只有20個座位。該車輛的內部參考了當時東海道本線特別急行列車「富士」的展望車，設有戶外甲板與沙龍。但是，由於該車輛的構造不像電動列車一樣設有控制裝置，更像一架客車，因此經常需要連結最後一卡。
- 1931年（昭和6年）：淺草雷門站（現時：淺草站）開業，「特急」開始毎日行走。
- 1935年（昭和10年）：DeHa10系（日语：東武デハ10系電車）開始投入服務，行走「特急」班次。
- 1937年（昭和12年）：「特急」開始駛入鬼怒川溫泉站。
- 1942年（昭和17年）：「特急」暫停服務。
- 1943年（昭和18年）：「特急」被廢除。
  - 由於「戰時運輸優先」政策，在鐵路沿線設有軍備工廠，軍事用途的列車可優先使用鐵路線。另在，在末期只剩下2個往返班次的不定期列車。

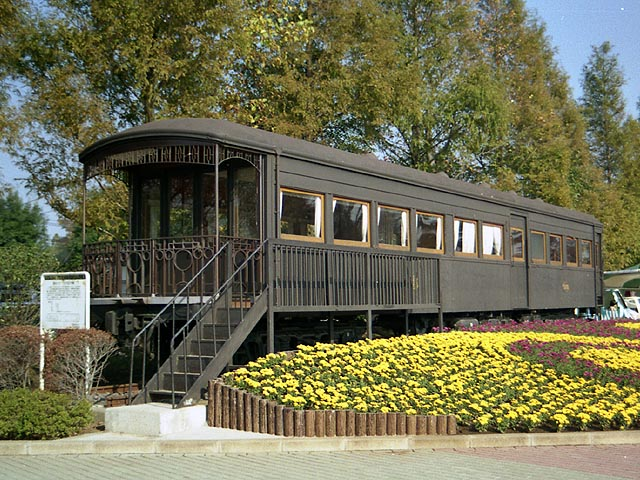
ToKu500形(復原車)

### 戰後：再開設優等列車與隨後發展
- 1948年（昭和23年）6月11日：日本在進駐軍（GHQ、同盟國軍）的「要求」下，開設「特急」列車，行走於淺草至東武日光之間。
  - 當時使用國鐵二等客車（也同時是進駐軍專用車輛），並由電動列車牽引行走。當初只於星期五至日行走，每日1個往返班次。
- 1948年（昭和23年）8月6日：由電動列車牽引進駐軍專用列車（日语：進駐軍専用列車）的定員制「華嚴」開始開放給一般乘客乘車。同時重新開設行走於淺草至鬼怒川溫泉之間的特急，並命名為「鬼怒」。
  - 乘坐這些列車需要購入特急票（當時以急行票的名義發售）。而列車的座位安排是自由定員制。另外，除了進駐軍專用列車外，其他車輛都是使用長椅。而「鬼怒」只於星期六服務。
- 1949年（昭和24年）：隨著DeHa10系復修完成，這車輛可完全使用在「華嚴」和「鬼怒」班次。「華嚴」變為毎日行走，並於下今市站進行分離與連結車廂作業，變為行走於淺草至東武日光/鬼怒川溫泉之間。另外，不再使用進駐軍專用列車。
- 1950年（昭和25年）：「鬼怒」再次連結ToKu500形展望車。
  - 在1949年，該ToKu500形展望車的戶外甲板被改裝為密封式，在改裝後當初只行走團體專用列車（日语：団体専用列車）班次，隨後在同年開始在定期班次中使用。但是，隨著在翌年1950年，5700系（日语：東武5700系電車）投入服務，該ToKu500形展望車於該年不再行走定期班次。
- 1951年（昭和26年）：5700系投入服務。當時列車名稱由漢字標示改為以平假名標示（華嚴）、（鬼怒）。另外，新設了於鬼怒川線到發的特急「男鹿」，以及日光線、鬼怒川線結併特急「幸」。
- 1952年（昭和27年）：急行票制度改為座位指定制。
- 1953年（昭和28年）：隨著增備5700系，把剩餘的MoHa5310形、KuHa350形（日语：東武デハ10系電車#モハ5310形・クハ350形の誕生）改為行走（收費）急行列車。
  - 有關後來急行列車、快速急行列車的演變，可參見東武日光線舊急行·快速急行列車演變（日语：きりふり#東武日光線旧急行・快速急行列車沿革）。
- 1956年（昭和31年）：特急專用車輛1700系（日语：東武1720系電車）開始投入服務。
  - 當日，於日光線到發的特急名稱為「霧降」和「高原」（「高原」只與於鬼怒川線到發的結併列車班次中使用），於鬼怒川線到發的特急名稱為「湯之花」。
    - 特急停車站：淺草 - 下今市 - 東武日光、鬼怒川溫泉
    - 班次數量：淺草至東武日光之間（特急毎日4個往返班次，急行毎日2個往返班次），淺草至鬼怒川溫泉之間（特急毎日3個往返班次，急行平日1個往返班次，星期六及假日2個往返班次）
- 1957年（昭和32年）：隨著增備1700系，所有特急統一使用同系的特急專用車輛。另外，開設「華嚴」的不停站班次，行走於淺草至東武日光之間，中途不停站（早上下行3班，黃昏上行1班）。營業最高時速由95km/h提升至105km/h。
  - 這是為了應付於1956年，國鐵開設國鐵日光線準急「日光」後，為了與國鐵競爭，使實施了增加班次與提速措施。
- 1958年（昭和33年）：開設「準快速」班次。
  - 在當時，於下今市的特急接駁服務會以巴士行走。
    - 特急停車站：淺草 - 下今市 - 東武日光、鬼怒川溫泉
    - 班次數量：淺草 - 東武日光之間（特急毎日3個往返班次，急行平日2個往返班次，星期六及假日3個往返班次）、淺草至鬼怒川溫泉之間（特急毎日3.5個往返班次，急行平日1個往返班次，星期六及假日3個往返班次）
- 1959年（昭和34年）：在秋季起，行走於淺草至東武宇都宮之間的收費急行被廢除。
  - 東武宇都宮線的收費急行列車愛稱為「下野」。在廢除後，該列車愛稱用於鬼怒川線到發的急行班次上。另外，於鬼怒川線到發的特急班次設有新的愛稱「川治」。
    - 特急停車站：淺草 - 下今市 - 東武日光、鬼怒川溫泉（下行前往東武日光的最後一班，以及上行從東武日光出發的最後一班均通過下今市）
    - 班次數量：淺草 - 東武日光之間（特急平日3個往返班次，星期六及假日4個往返班次，急行平日2個往返班次，星期六及假日3個往返班次）、淺草至鬼怒川溫泉之間（特急平日下行3班、上行5班，星期六及假日下行4班、上行6班，急行平日1個往返班次，星期六及假日3個往返班次）

### 「DRC」登場與東武特急的繁榮時代

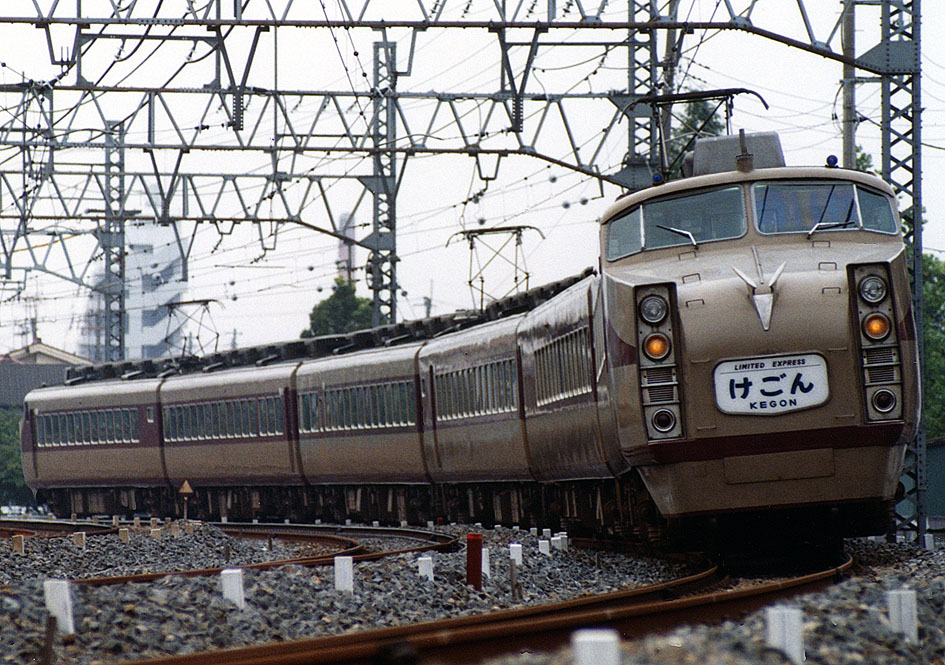
1720系DRC 「華嚴」
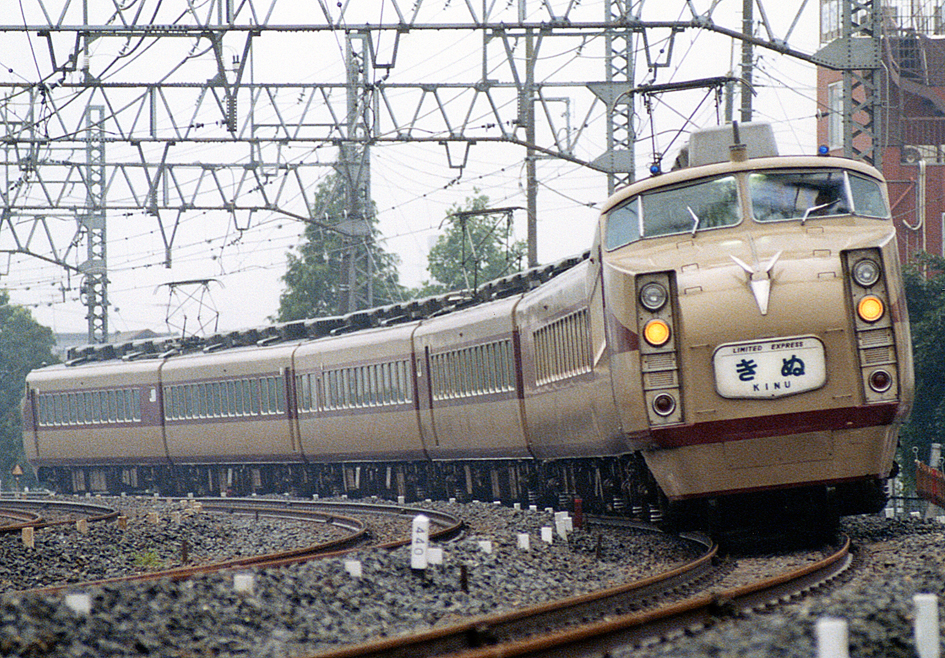
1720系DRC 「鬼怒」
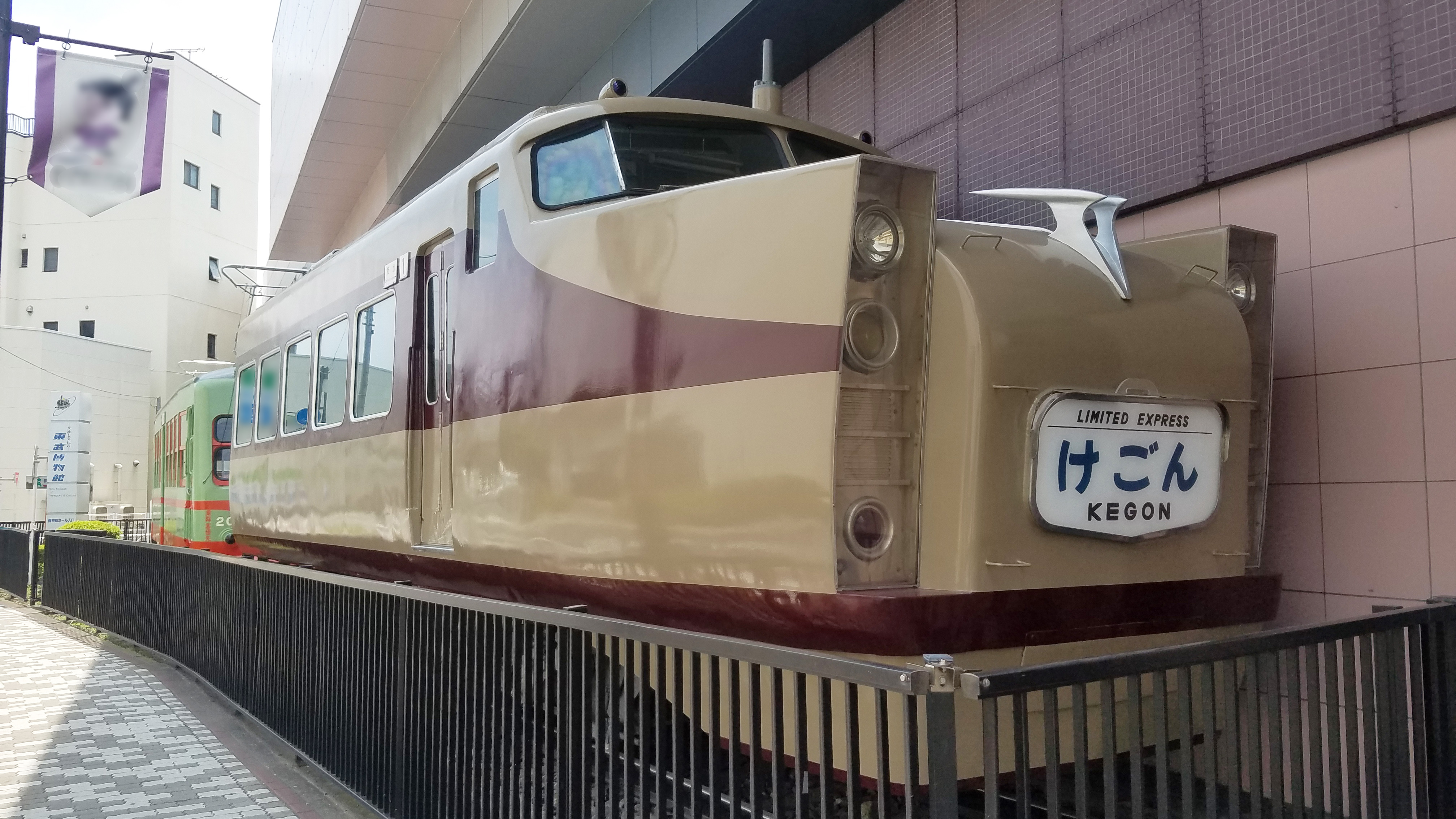
在東武博物館靜態保存中的1720系DRC

- 1960年（昭和35年）：1720系（日语：東武1720系電車）「DRC」投入服務，並開始行走特急班次。
  - 東武引入新車是為了應付於1959年，國鐵引入「日光形」157系（日语：国鉄157系電車）時，該列車行走準急「日光」使行車時間縮短和提高舒適度。同時也為了準備迎接外國觀光客到訪及四年後舉行的東京奧運。
- 1962年（昭和37年）：以1720系行走的特急班次設有專屬愛稱「華嚴」、「鬼怒」。而上下行班次中，首班開出的班次會名為「華嚴」，第二班開出的班次會名為「第2華嚴」，如似類推。
  - 東武日光到發的特急設有新的愛稱「陽明門」。
  - 同時，使用1720系行走特急班次時，營業最高時速提升至110km/h。
    - 特急停車站：淺草 - 下今市 - 東武日光、鬼怒川溫泉（於東武日光到發的1個往返班次通過下今市）
    - 班次數量：淺草至東武日光之間（特急平日4個往返班次、星期六及假日3個往返班次，急行平日下行2班、上行1班，星期六及假日下行3班、上行2班）、淺草至鬼怒川溫泉之間（特急平日下行4班、上行2班，星期六及假日下行4班、上行3班，急行平日下行3班、上行4班，星期六4個往返班次），淺草至赤城之間（急行毎日3個往返班次）
- 1963年（昭和38年）：上行所有特急和急行班次均加停北千住站，以方便乘客轉乘營團日比谷線（在1969年起也可方便轉乘千代田線）與國鐵常磐線列車前往東京都中心。
- 1964年（昭和39年）：使用1720系行走的特急類別為「D特急」，使用1700系行走的特急類別為「特急」。「D」是取自1720系的通稱「DeluxeRomance Car」 (DRC) 的頭文字。
  - 後來，6000系和5700系也行走急行列車班次。
    - 特急停車站：淺草 - 東武日光、淺草 - 鬼怒川溫泉 - 鬼怒川公園
    - 班次數量：淺草 - 東武日光、鬼怒川之間（特急平日10個往返班次，星期六及假日11個往返班次，急行毎日2個往返班次），淺草 - 赤城之間（急行毎日4個往返班次），淺草 - 葛生之間（急行毎日1個往返班次，與赤城到發的班次結併），淺草 - 伊勢崎之間（急行毎日1個往返班次，與赤城到發的班次結併）
    - 費用：D特急300日圓、特急200日圓、急行100日圓
- 1967年（昭和42年）：於東上線開設池袋 - 寄居 - 羽生 - 杉戶 - 東武日光之間的臨時「日光」列車。
  - 由於當時日本經濟高速發展，於內陸地區的汽車產業等工業區興盛，使伊勢崎線方向的急行列車大幅加班。
    - 特急停車站：淺草 - 東武日光、淺草 - 鬼怒川溫泉 - 鬼怒川公園
    - 班次數量：淺草 - 東武日光、鬼怒川之間（特急平日計10個往返班次，星期六及假日11個往返班次，急行平日2個往返班次，假日3個往返班次），淺草 - 赤城之間（急行毎日下行7班、上行6班）、淺草 - 葛生之間（急行毎日上行1班）、淺草 - 伊勢崎之間（急行毎日1個往返班次，與赤城到發的班次結併）
- 1969年（昭和44年）3月21日：班次編號是按出發時間順序排列，當中上行使用單數，下行使用雙數。
  - 6月11日起，「D特急」和「特急」分別改名為「A特急」、「B特急」。當時，B特急列車的列車名稱方面，於東武日光到發的班次統一為「男體」，於鬼怒川公園到發的班次統一為「高原」。
- 1969年（昭和44年）9月27日：開設於大宮站到發的臨時急行「霧降」和「龍王」。
  - 「霧降」 - 於星期日及假日早上前往東武日光，黃昏前往大宮。
  - 「龍王」 - 於星期六日間前往鬼怒川溫泉。
  - 中途停靠岩槻、春日部和下今市。車輛使用5700系（日语：東武5700系電車）。
- 1971年（昭和46年）：1700系不再行走特急班次，所有特急班次由1720系行走。隨後，1700系翻新為1720系，於翻新後再次行走特急班次。
- 1972年（昭和47年）11月11日：於大宮站到發的臨時急行「霧降」和「龍王」結束營運。在廢除後，仍然會開設零星團體專用列車班次。
- 1973年（昭和48年）：新栃木至東武日光之間的單線區間回復至雙線。
  - 自此，下行「華嚴」的不停站班次（淺草至東武日光之間）只需1小時41分鐘便完成，表定速度超過80km/h。
    - 特急停車站：淺草 - 下今市 - 東武日光（部分下行班次通過下今市，上行所有班次停靠北千住），淺草 - 下今市 - 鬼怒川溫泉 - 鬼怒川公園（上行所有班次停靠北千住）
    - 班次數量：淺草 - 東武日光、鬼怒川之間（特急毎日15至17個往返班次，急行毎日2個往返班次），淺草 - 赤城之間（急行毎日15個往返班次，部分班次區間運輸），淺草 - 葛生之間（急行毎日1個往返班次）
- 1984年（昭和59年）12月15日：在晚上6時15分，一架於下午5時從淺草出發前往鬼怒川溫泉的「鬼怒」號列車於家中站附近與私家車相撞。使1756號車輛的車頭與車內，以及1755號車輛的內部受損，需時1個月修復。
  - 由於當時正值年尾年初的繁忙時期，在復修工程完成前，使用了5700系6卡編成代行。由於5700系在列車性能與服務層面比不上1720系，特別是5700系列車按照1720系的時間表行走，因此5700系進行了改裝以提升性能。因此，乘客可選擇退特急票或了解實際情況後繼續乘車。
- 1985年（昭和60年）
  - 1月12日：1756號+1755號的復修工程完成。
  - 4月1日：1號車廂指定為禁煙車。
- 1986年（昭和61年）8月26日：實施時間表修正，原本部分下行列車通過下今市站，當天起所有列車均停靠。
- 1988年（昭和63年）8月9日：實施時間表修正，下行6班和上行5班列車加停新栃木站和新鹿沼站。

### SPACIA登場與特急之變革
- 1990年（平成2年）6月1日：特急專用車輛100系開始投入服務。
  - 在公開招募下，使用了「SPACIA」這個車輛愛稱。自此，該名稱也會用於形容特急「華嚴」和「鬼怒」之總稱。該愛稱取自「宇宙」與「空間」的英文"SPACE"與溫泉的英文"SPA"合成的專有名詞。
  - 在100系投入服務後，成為了日本除了JR外的鐵路公司車輛中提供包廂服務。
- 1991年（平成3年）8月31日：1720系退役。翌日9月1日起，所有特急使用100系行走。
- 1992年（平成4年）9月21日：於日光線內的營業最高時速提升至120km/h[11]。
- 1993年（平成5年）4月1日：禁煙車定為1、2號車廂。
- 1997年（平成9年）3月25日：實施時間表修正，設有以下變更[12]。
  1. 特急和急行所有列車均可接受定期票[12]。這是由於前往日光、鬼怒川方向的直通觀光客減少，而中途站乘車的區間客增加而作出相應措施。
  2. 下行所有特急和急行列車均停靠北千住站[12]。同時，該站的改善工程完成，下行1號月台靠近小菅站一方新設了特急、急行專用月台[12]。
  3. 新設前往新藤原的班次。
- 1999年（平成11年）3月16日：實施時間表修正，設有以下變更。
  1. 下行9班、上行10班列車加停春日部站，停靠的時段主要是早上和夜間[13]。從來該站只有急行停靠，由於急行本身班次較少，加上為了方便大宮方向的乘客（途過轉乘野田線）而有這個安排。車站職員為了確認乘客的特急票，停靠該站的列車只會開啟2、5號車廂的車門。自此，在車廂內與車門會貼上提示，通知乘客有關安排。另外，於春日部站月台上設置了特急票自動售票機。
  2. 一直以來，特急費用是以每次乘坐一次列車作計算，當天起改為跟據乘車距離而計算特急費用。這個安排促進了短途客（例如春日部至淺草之間）使用特急列車[14]。
  3. 前往新藤原的班次廢除。
- 2001年（平成13年）3月28日：實施時間表修正，設有以下變更。
  1. 所有列車停靠春日部站[15]。但是仍然繼續選擇性開啟車門。
  2. 所有列車停靠新高德站[15]。
  3. 原本停靠新栃木站的班次，改為停靠栃木站，共有下行8班、上行9班列車停靠[15]。以方便兩毛線的乘客轉乘東武特急前往東武宇都宮方向。

  - 同日起，乘客可於網上與手提電話預約日光線特急票和急行列車車票[16]（兩毛號除外[16]）。
- 2002年（平成14年）11月：實施特急、急行費用優惠（減價）企劃[17]。
- 2003年（平成15年）3月19日：實施時間表修正，設有以下變更。
  1. 上述提及的企劃成效顯著，特急、急行費用的減價範圍定於整個區間[5]。
  2. 隨著引入車長專用的手提終端機，乘客於車內不需要展示車票[18]。
  3. 在淺草站的特急、急行月台設置詢問處[18]。
  4. 在晚間新設前往春日部的「華嚴」號列車[5]。
  5. 所有列車停靠栃木站和新鹿沼站[5]。
  6. 自此，特急和急行的停車站差別只有新栃木站（急行停靠，特急通過），為了吸引乘客乘坐列車，引入了平日和星期六及假日費用，以及「午後割」、「夜割」的優惠制度[5]。而「午後割」、「夜割」的優惠可讓乘客只需支付急行費用，乘坐特急列車。
  7. 包廂費用下調，同時也有分為平日與星期六及假日費用[5]。
- 2005年（平成17年）3月1日：實施時間表修正，設有以下變更。
  1. 由會津鐵道運行的「AIZU山特快」開始駛入鬼怒川溫泉，並且在時間上可轉乘「鬼怒」號列車。
  2. 禁煙車定為1-4號車廂[19]。
- 2006年（平成18年）3月18日：實施白紙時間表修正，設有以下變更[20]。
  1. 在栗橋站內新設聯絡線，連接東武日光線和JR東北本線（宇都宮線）的路軌（聯絡線設於兩公司的月台之間）。開設直通至JR線和東武線的特急「日光」、「鬼怒川」與「SPACIA鬼怒川」（新宿 - 東武日光、鬼怒川溫泉）[21][20]。在開始直通運輸當初，乘車率已經很高[22]。
  2. 前往春日部站的「華嚴」延長至新栃木站[20]。另外早上新設從新栃木的「華嚴」。以該站到發的班次編號定為2xx號。使5年後，再次設有特急停靠該站。
  3. 為了上述改動，新設一班前往春日部的「華嚴」號列車，出發時間是在上述班次之後方[20]。
- 2007年（平成19年）3月18日：所有列車和車輛均禁煙[23]。
- 2009年（平成21年）6月6日：實施時間表修正，新設早上從春日部出發的「華嚴」號列車。
- 2011年（平成23年）12月：開始翻新100系電動列車。
- 2012年（平成24年）
  - 3月17日：上行所有列車與下行4班「鬼怒」號列車加停東京晴空塔站（同日從業平橋站改名）。當初所有車門都可以上下車，後來與春日部站的安排相同，下行列車停靠時只開啟2、5號車廂之車門，車站職員會在車門檢查乘客的特急票[24]。
  - 10月27日：在早上10時起，於東京晴空塔站出發前往淺草站的所有列車班次中，均可以在不需要支付特急費用下乘車。但是這些乘客不可使用包廂。當初該措施只實施至2013年5月22日，後來由於大受好評而全年實施。
- 2013年（平成25年）3月16日：實施時間表修正，設有以下變更[25]：
  1. 停靠東京晴空塔站的下行列車中，由原本的4班增加至16班，當中包含了「華嚴」號列車。
  2. 從春日部出發的「華嚴」號列車延後出發時間。
  3. 早上下行1班「華嚴」號列車加停板倉東洋大前站。
- 2014年（平成26年）
  - 4月1日：上述提及從東京晴空塔站乘坐特急列車前往淺草站的乘客不需要支付特急費用的措施之時段擴大。但是仍然不可以使用包廂。
  - 4月30日：在東武鐵道2014 - 2016年度的中期經營計劃中，發表「引入新型特急（日光線、伊勢崎線系統）」[26]。
- 2015年（平成27年）
  - 9月9日：受到關東·東北豪雨（日语：平成27年9月関東・東北豪雨）的影響，有泥沙流入日光線下小代站內，在新鹿沼站至北鹿沼站之間路基的泥沙被流走[27]。在鬼怒川線方面，新高德站至小佐越站之間路基的泥沙被流走，小佐越站至鬼怒川溫泉站之間道碴被流走，使兩線暫停運行[28]。
  - 9月14日：淺草站至栃木站、新栃木站之間的特急服務重開（部分列車暫停服務，或只行走於淺草站至春日部站之間）。[29]
  - 9月18日：整個區間重開[30][31]。
- 2017年（平成29年）
  - 4月1日：為配合舉行幸手櫻花節（日语：権現堂堤#イベント），下行1班「華嚴」臨時停靠幸手站（同月的2、8個9日也臨時停靠）[32]。

### Revaty之登場與特急之改變
- 2017年（平成29年）

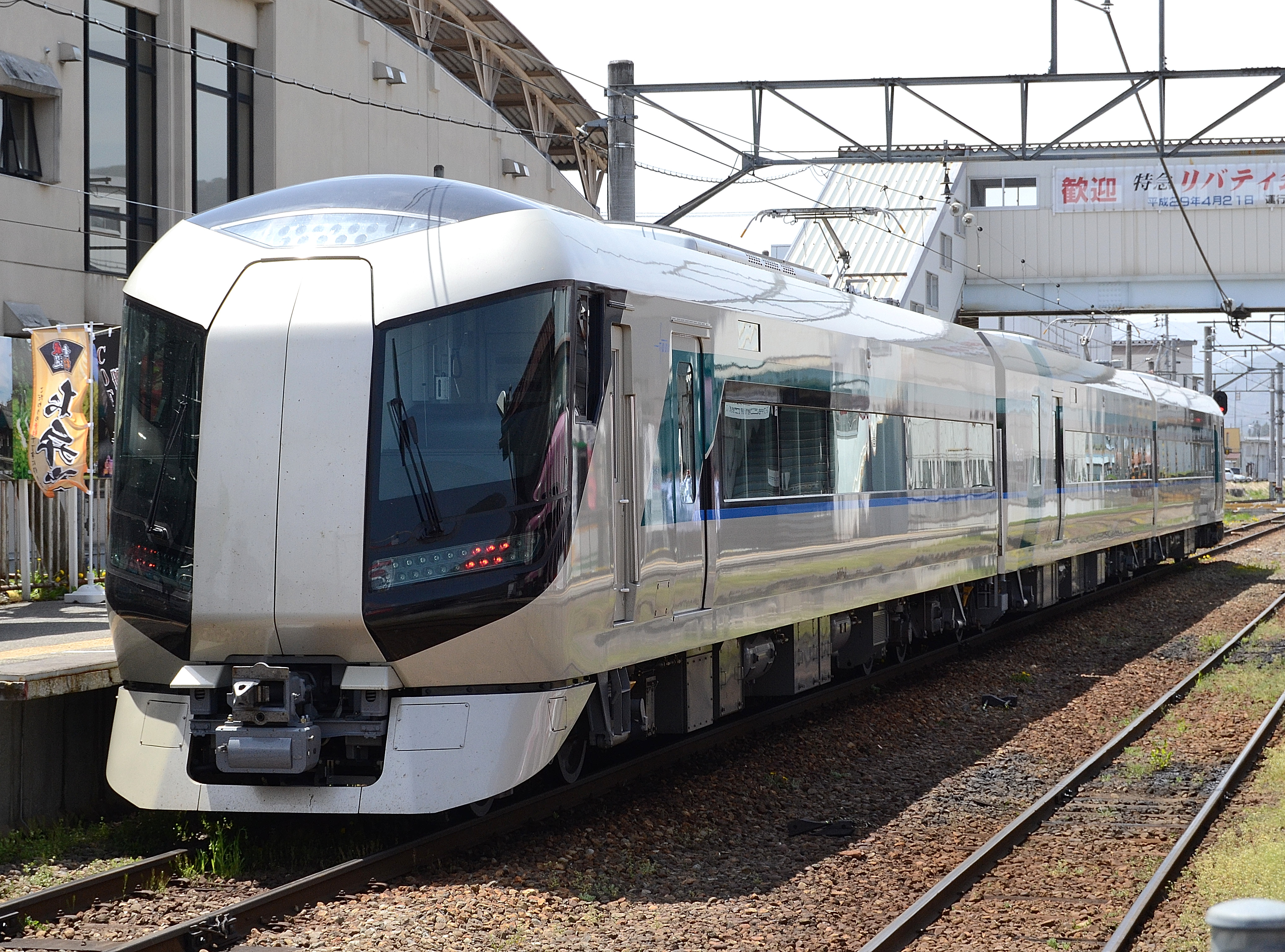
在會津田島站停靠中的「Revaty會津」（2017年5月7日）

  - 4月21日：500系電動列車「Revaty」開始投入服務，在11年後再次實施白紙時間表修正，設有以下變更[33]。
    1. 關於區分運輸日，由原來的「A期間、B期間」變為「平日、星期六及假日」。
    2. 新設「Revaty華嚴」、「Revaty鬼怒」和「Revaty會津」。在下今市站設有列車連結與分離。特急列車於鬼怒川線內停靠所有車站。
    3. 早上從春日部站出發的「華嚴」號列車延長至從新栃木站出發。剩下於春日部站到發的「華嚴」號列車改名為「晴空塔Liner」，並且增加「晴空塔Liner」的班次。
    4. 在淺草於晚上6時起出發的下行特急列車加停杉戶高野台站。
    5. 停靠板倉東洋大前站的列車之到達時間提早。另外，於黃昏時段設有1班前往淺草的「華嚴」號列車停靠該站。
    6. 前往館林的「Revaty兩毛」與「Revaty華嚴」結併運輸，該列車為下行班次並於晚上行走。在東武動物公園站停靠時分離車廂。
    7. 所有下行列車停靠東京晴空塔站。另外，上述提及從東京晴空塔站乘坐特急列車前往淺草站的乘客不需要支付特急費用的措施也適用於「Revaty」的班次。而下行列車停靠時將會開啟所有車門。
    8. 「鬼怒」不再停靠新高德站。於鬼怒川公園站到發的班次被廢除，除了早上1班從新藤原站出發的班次外，其他「鬼怒」班次均行走於淺草站至鬼怒川溫泉站之間。

  - 7月22日：隨著東武世界廣場站啟用，部分「鬼怒、Revaty鬼怒和Revaty會津」列車停靠該站[34]。
  - 10月起：隨著快速與區間快速等不需額外費用的都內直通列車被廢除，栃木市開始為當地前往都內的通勤者提供每個月上限1萬日元的特急費用津貼費用，小山市也計劃仿效[35][36]。
- 2018年（平成30年）
  - 3月3日：隨著舉行東武世界廣場亮燈活動，上行1班Revaty會津臨時停靠東武世界廣場站（在同一月內的星期六及假日也臨時停靠）[37]。
  - 3月31日：上下行各1班列車臨時停靠幸手站（在4月1、7個8日也臨時停靠）[38]。
- 2020年（令和2年）
  - 6月6日：實施時間表修正，設有以下變更[39]。
    1. 於9:52前到達淺草的所有上行列車，以及於17:09起從淺草出發的所有下行列車加停曳舟站。
    2. 隨著東武世界廣場站全日營業，所有列車均停靠該站。
    3. 「Revaty會津」通過部分車站（使部分「Revaty會津」快速運輸）。
    4. 上行1班「鬼怒」停靠新高德站。
    5. 「Revaty兩毛」不再與「Revaty華嚴」併結。
- 2021年（令和3年）
  - 3月13日：實施時間表修正，設有以下變更[40]：
    1. 平日早上從新栃木出發的上行「Revaty華嚴」改於從春日部出發。使該班次與同一區間的「晴空塔Liner」基本上沒有差別，只是在特急費用使用不同體系（只限北千住、曳舟出發）。
    2. 部分「Revaty華嚴」以3卡編成行走。
    3. 「Revaty會津」前往淺草的班次單獨運輸，不與其他列車結併。

  - 8月31日：車內販賣（日语：車内販売）與車內自動售賣機服務中止[41][42]。
  - 9月30日：當日起結束「午後割」和「夜割」優惠制度[6]。
- 2022年（令和4年）3月12日：實施時間表修正，設有以下變更[43]。
  - 廢除下今市至東武日光、鬼怒川溫泉之間，乘坐特急Revaty時不需特急費用的措施。
  - 自此，所有「Revaty會津」班次於下今市至會津田島之間統一停車站。「Revaty會津」在鬼怒川線會通過大谷向站、大桑站、小佐越站，在野岩鐵道線內，除了男鹿高原站停靠所有車站，在會津鐵道線內會通過七岳登山口站、會津山村道場站、會津荒海站和中荒井站。
  - 從春日部出發的上行「Revaty華嚴」變為「晴空塔Liner」。

## 列車愛稱的由來
按五十音排列
- 「川治」：取自日光市（舊：鹽谷郡藤原町）的「川治溫泉（日语：川治温泉）」。
- 「鬼怒」（日语：／）：取自在關東平原流過的「鬼怒川」，以及在河川旁邊的「鬼怒川溫泉」。
- 「華嚴」（日语：／）：取自在日光市的「華嚴瀑布」。
- 「幸」：取自日光市「中禪寺湖」的別名「幸之湖」。
- 「下野」：取自栃木縣的舊國名「下野國」。
- 「高原」：取自栃木縣北部（鹽原 - 藤原）的「高原山（日语：高原山）」。
- 「湯之花」：取自福島縣南會津郡南會津町的「湯之花溫泉（日语：湯ノ花温泉）」。
- 「陽明門」：取自日光東照宮的「陽明門」。
- 「Revaty會津」：取自使用車輛500系的愛稱「Revaty」，以及福島縣西部的區域「會津」。

## 注腳

## 外部連結
- 特急列車 （页面存档备份，存于）（日語） - 東武鐵道
- 特急資訊 | Tobu Railway （页面存档备份，存于） - 東武鐵道